# 千歳郵便局 (北海道)
千歳郵便局（ちとせゆうびんきょく）は、北海道千歳市にある郵便局。民営化前の分類では集配普通郵便局であった。

## 概要
住所：〒066-8799 北海道千歳市千代田町7-101-20
当局から数百メートル離れた所に千歳駅前郵便局があるが、当局のほうが千歳駅に近い。

### 分室
- 新千歳空港内分室 (90039A) （北緯42度49分38.6秒 東経141度39分7.8秒 / 北緯42.827389度 東経141.652167度） -  新千歳空港ターミナルビル2階に設置。郵便関連業務のみ取り扱う。

過去に存在した分室は以下のとおり。
- 貯金保険分室 - 1951年（昭和26年）に設置。廃止年月日不明。

## 沿革
- 1872年（明治5年）11月1日 - 千歳郵便取扱所として開設[1]。
- 1875年（明治8年）1月1日 - 千歳郵便局（五等）となる。
- 1896年（明治29年）7月1日 - 為替・貯金取扱を開始。
- 1951年（昭和26年）12月1日 - 電気通信業務の取扱を、新設の千歳電報電話局に移管[2]。
- 1951年（昭和26年）12月25日 - 千歳郡千歳町字本町に貯金保険分室を設置[3]。
- 1952年（昭和27年）2月1日 - 特定郵便局から普通郵便局に局種別改定[4]、胆振千歳郵便局に改称[5]。
- 1953年（昭和28年）9月 - 局舎新築落成。
- 1956年（昭和31年）10月21日 - 電話通話および和文電報受付事務の取扱を開始。
- 1968年（昭和43年）11月18日 - 千歳市本町三丁目から同市東雲町三丁目に移転。
- 1990年（平成2年）11月30日 - 千歳郵便局に改称[6]。
- 1997年（平成9年）6月23日 - 外国通貨の両替および旅行小切手の売買に関する業務取扱を開始。
- 1998年（平成10年）6月8日 - 千歳市東雲町三丁目から同市千代田町七丁目に移転。
- 2006年（平成18年）9月19日 - 支笏湖郵便局より集配業務を移管[7]。
- 2007年（平成19年）10月1日 - 民営化に伴い、併設された郵便事業千歳支店に一部業務を移管。
- 2012年（平成24年）10月1日 - 日本郵便株式会社の発足に伴い、郵便事業千歳支店を千歳郵便局に統合。
- 2013年（平成25年）4月1日 - 新千歳空港内郵便局を当局の分室へ局種変更[8]。

## 取扱内容
- 郵便、印紙、ゆうパック、内容証明
- 貯金、為替、振替、振込、国際送金、外貨両替・トラベラーズチェック、国債、投資信託
- 生命保険、バイク自賠責保険、自動車保険
- ゆうちょ銀行ATM
- 千歳市内（東部地区を除く全域）、苫小牧市丸山地区の集配業務
- ゆうゆう窓口

## 周辺
- 千歳市役所
- 千歳ステーションプラザ
- イオン千歳店
- ゲオ千歳駅前店
- 千歳市民文化センター（北ガス文化ホール）
- 千歳川

## アクセス
- JR千歳線 千歳駅からすぐ
- 北海道中央バス（千歳営業所）、千歳相互バス、あつまバス、道南バス 千歳駅前停留所下車
- 道央自動車道 千歳ICから北東へ約4km
- 国道337号沿い
- 駐車場あり：20台